# 城郊乡 (桐柏县)
城郊乡，是中华人民共和国河南省南阳市桐柏县下辖的一个乡镇级行政单位。

## 行政区划
城郊乡下辖以下地区：
西十里村、胡家沟村、金庄村、河坎村、毛坡村、方家寨村、北杨庄村、太平桥村、彭沟村、金亭村、尚楼村、吴湾村、刘湾村、邵庄村、周庄村、申铺村、黄棚村、陈大庄村、石家楼村、向庄村和熊壕村。